# Zbigniew Grugel
Zbigniew Józef Grugel (ur. 10 kwietnia 1953 w Tucholi, zm. 20 października 2015 w Bydgoszczy) – polski polityk, samorządowiec i leśnik, poseł na Sejm X kadencji (1989–1991).

## Życiorys
Syn Edmunda i Walburgi. Ukończył w 1977 studia na Wydziale Leśnym Szkoły Głównej Gospodarstwa Wiejskiego w Warszawie. Z zawodu był leśnikiem, pracował w Nadleśnictwie Rytel, a od 1982 jako zastępca nadleśniczego w Nadleśnictwie Tuchola. Od 1993 do 1998 pracował jako nadleśniczy Nadleśnictwa Woziwoda, po odwołaniu zatrudniony jako nauczyciel. W 2001 powrócił na poprzednie stanowisko, które zajmował do 2014. Od 2015 był nadleśniczym Nadleśnictwa Tuchola. Był przewodniczącym Komitetu Założycielskiego Związku Leśników Polskich, członkiem Prezydium Federacji Zakładowej Organizacji Związków Pracowników Lasów Państwowych.
W 1976 wstąpił do Polskiej Zjednoczonej Partii Robotniczej, z jej ramienia w latach 1989–1991 był posłem na Sejm kontraktowy z okręgu chojnickiego. W trakcie kadencji pracował w Komisji Ochrony Środowiska, Zasobów Naturalnych i Leśnictwa, na jej koniec należał do Parlamentarnego Klubu Lewicy Demokratycznej. Został następnie działaczem Sojuszu Lewicy Demokratycznej. Od lat 90. związany z samorządem terytorialnym. W wyborach samorządowych w 2006, 2010 i 2014 był wybierany do rady powiatu tucholskiego na następne kadencje.
W lipcu 2015 celowo się postrzelił, zmarł trzy miesiące później.
Dwukrotnie odznaczony Srebrnym Krzyżem Zasługi (po raz drugi w 1996) oraz Krzyżem Kawalerskim Orderu Odrodzenia Polski (2004). Pochowany na cmentarzu komunalnym w tucholskim Rudzkim Moście.